# Водяні вужі
Водяні вужі (Hydrodynastes) — рід отруйних змій з родини Вужеві. Має 3 види. Інша назва «каптурний вуж».

## Опис
Загальна довжина представників цього роду коливається від 2 до 3 м. Голова помірної довжини. Тулуб стрункий. Є шийний каптур, який змія здатна розширювати на кшталт кобри. Колір шкіри може бути жовтий, коричневий, сіруватий та бурий з темними плямами. Зуби у цих змій задньоборозчасті.

## Спосіб життя
Полюбляє тропічні ліси, місцини біля водойм. Активні вдень. Веде напівводний спосіб життя. Гарно плаває та пірнає (до 2-3 хвилин). Харчується гризунами, земноводними, рибою, дрібними птахами. Отрута цих змій доволі потужна й небезпечна для людини, але не смертельна.
Це яйцекладні змії.

## Розповсюдження
Мешкає у Південній Америці.

## Види
- Hydrodynastes bicinctus
- Hydrodynastes gigas
- Hydrodynastes melanogigas